# San Cebrián de Mazote
Pour les articles homonymes, voir San Cebrián.
San Cebrián de Mazote est une commune de la province de Valladolid dans la communauté autonome de Castille-et-León en Espagne.

## Sites et patrimoine
Les édifices les plus caractéristiques de la commune sont :
- Église Saint Cyprien (es) (Iglesia de San Cipriano) en hommage à Cyprien de Carthage.
- Chapelle del Cristo de Santas Martas
- Chapelle del Cristo del Humilladero

Église Saint Cyprien
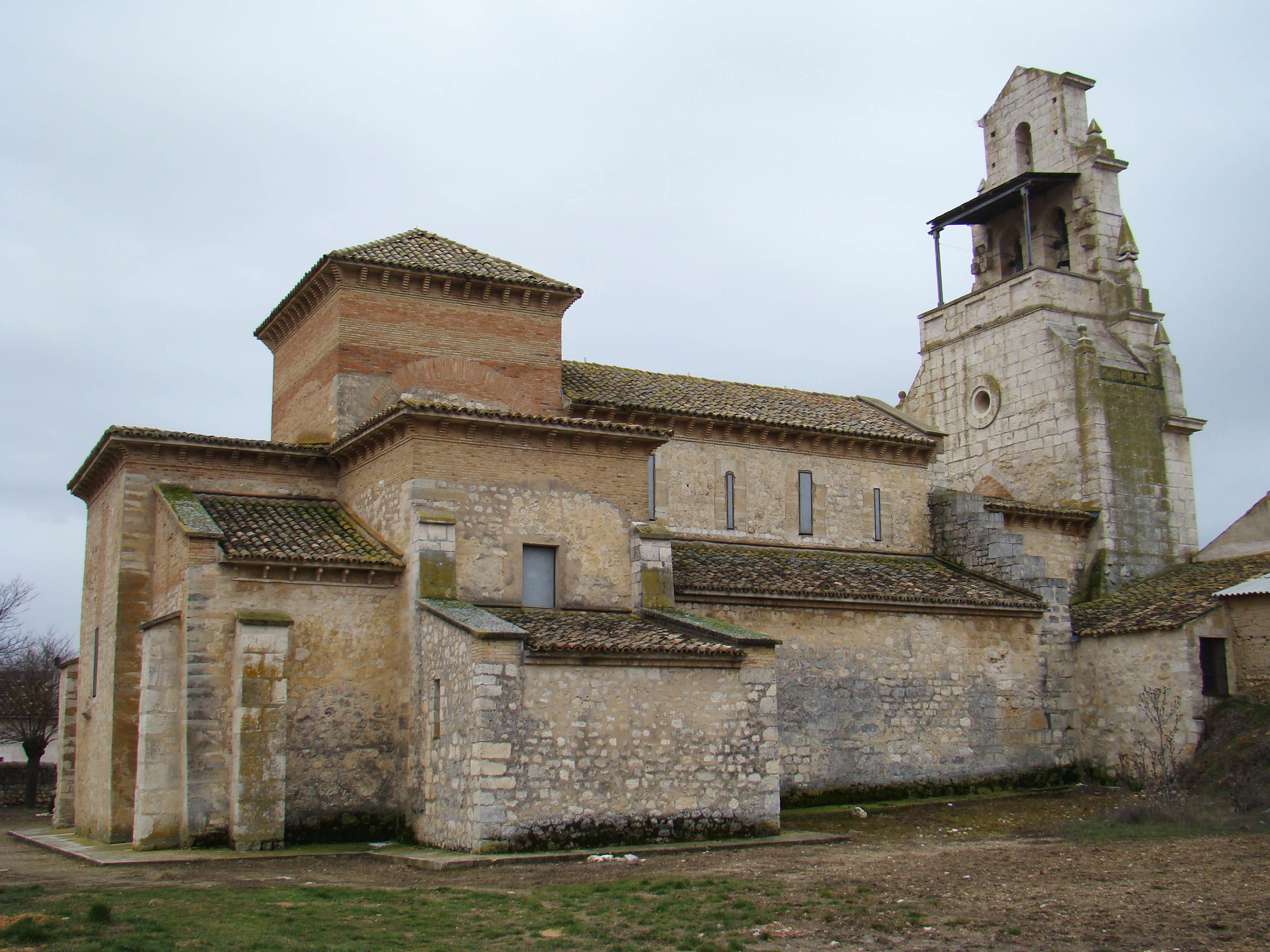
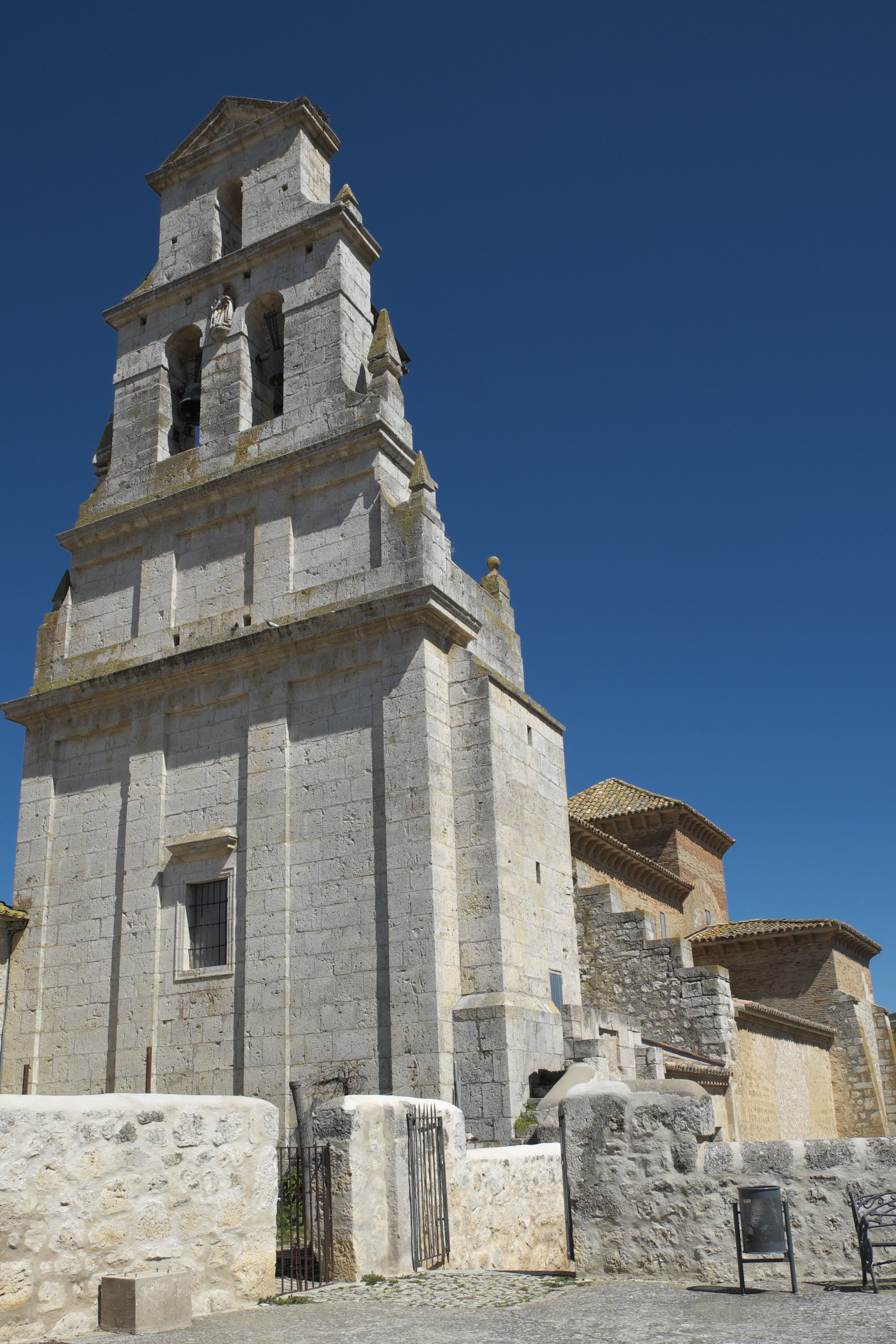
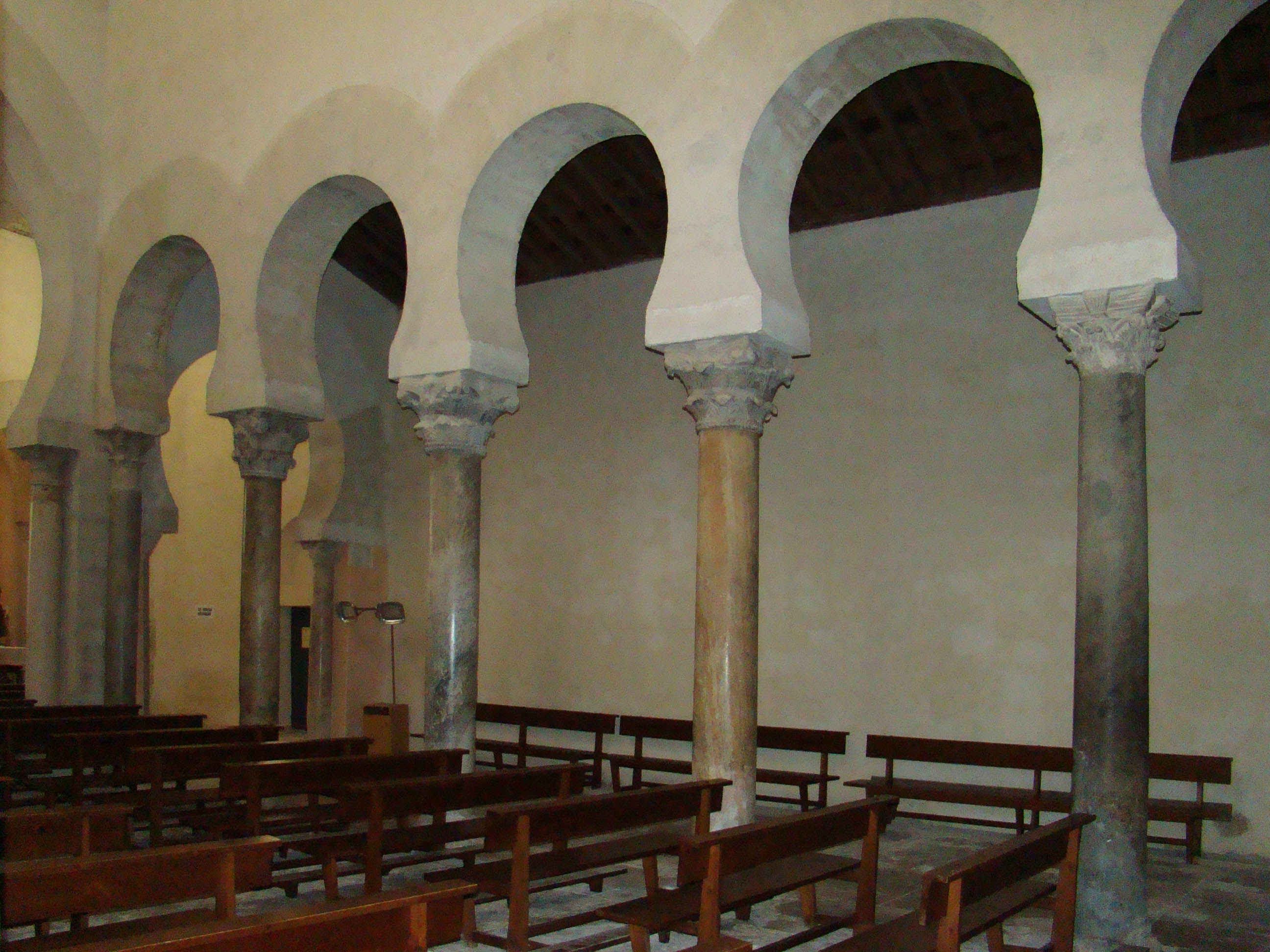
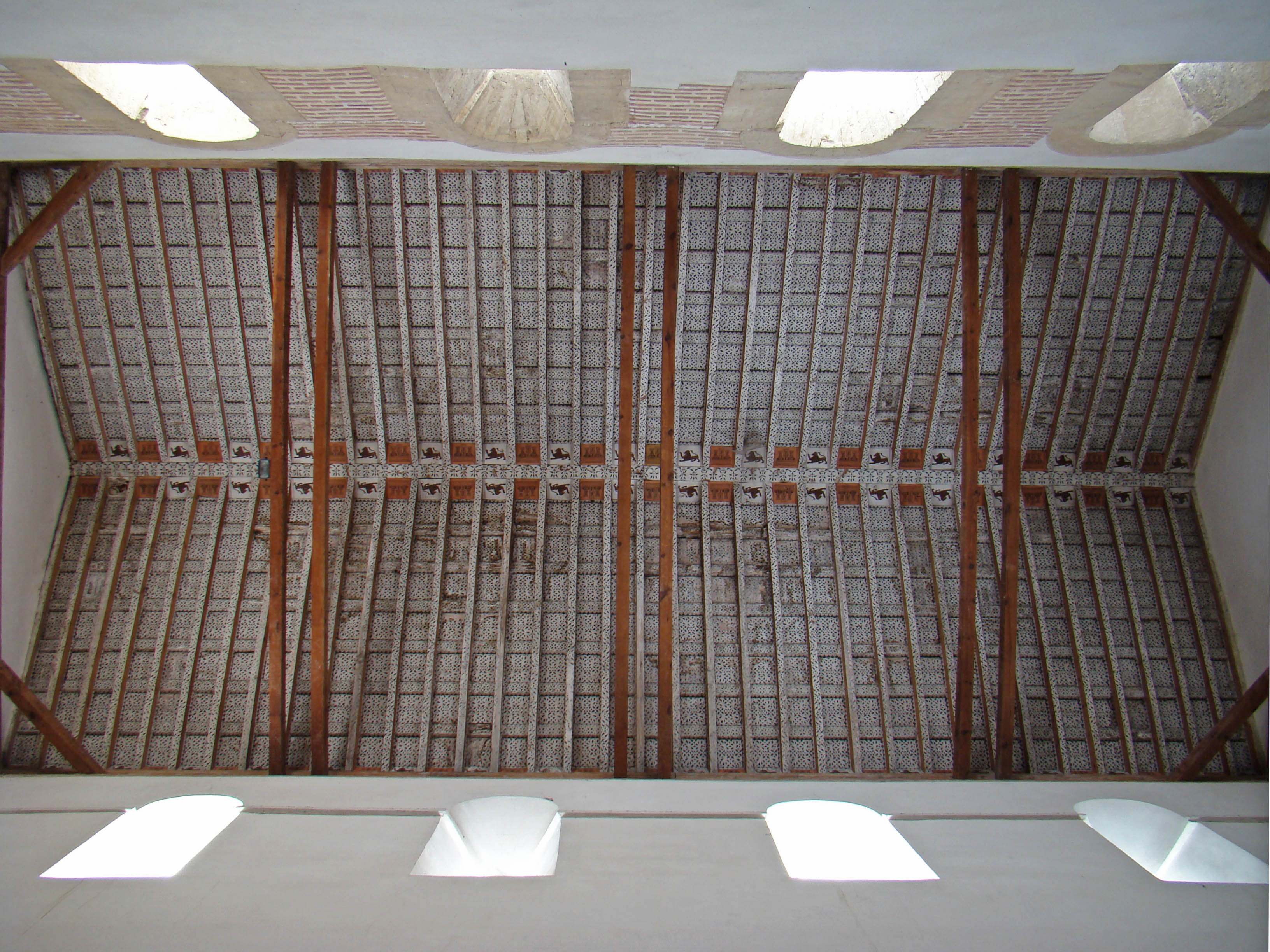